# جيزي شكودا
جيزي شكودا (و. 1956  م) هو راكب دراجة هوائية تشيكوسلوفاكي، ولد في برنو، شارك في الألعاب الأولمبية الصيفية 1980، وركوب الدراجات في الألعاب الأولمبية الصيفية 1980 – فريق رجال سباق الزمن ‏.

## روابط خارجية
- جيزي شكودا على موقع أرشيف الدراجات (الإنجليزية)
- جيزي شكودا على موقع إحصائيات الدراجات الإحترافية (الإنجليزية)
- جيزي شكودا على موقع CycleBase (الإنجليزية)
- جيزي شكودا على موقع أوليمبيديا (الإنجليزية)
- جيزي شكودا على موقع اللجنة الأولمبية التشيكية (التشيكية)